# 南学会
南学会是清朝末年维新派在湖南的政治团体。

## 历史
1897年11月，德国侵占胶州湾，其后，南学会宣告成立。集会讲学。1898年后，南学会奉旨裁撤。

## 评论
- 梁启超：“南学会尤为全省新政之命脉，虽名为学会，实兼地方议会之规模。”